# Гулмайдон
імені Елмуро́да Ходжа́єва (тадж. ба номи Элмурод Хоҷаев) — село у складі Хатлонської області Таджикистану. Входить до складу джамоату імені Міралі Махмадалієва Восейського району.
Колишні назви — Гульгашт, уч.ім. Крупської, з 3 травня 2014 року — сучасна назва.
Населення — 852 особи (2010; 843 в 2009).
Через село проходить автошлях Р-27 Курбоншахід-Совет.